# Pål Stenmark
Pål Stenmark, född 14 april 1976, är en svensk biokemist och strukturbiolog. Han var tidigare professor i strukturbiologi vid Lunds universitet  och är nu professor i neurokemi vid Stockholms universitet . 
Stenmarks huvudsakliga forskningsområden är Botulinumtoxiner  samt enzymer inom    nukleotidmetabolism och DNA repair . 
Stenmark har tilldelats Lindbomska belöningen av Kungliga Vetenskapsakademien  och Sven och Ebba-Christina Hagbergs pris och är bland annat känd för sina upptäckter av nya botulinumtoxiner och ett nervgift som dödar malariamyggor .